# Apolodoro (pintor de vasos)

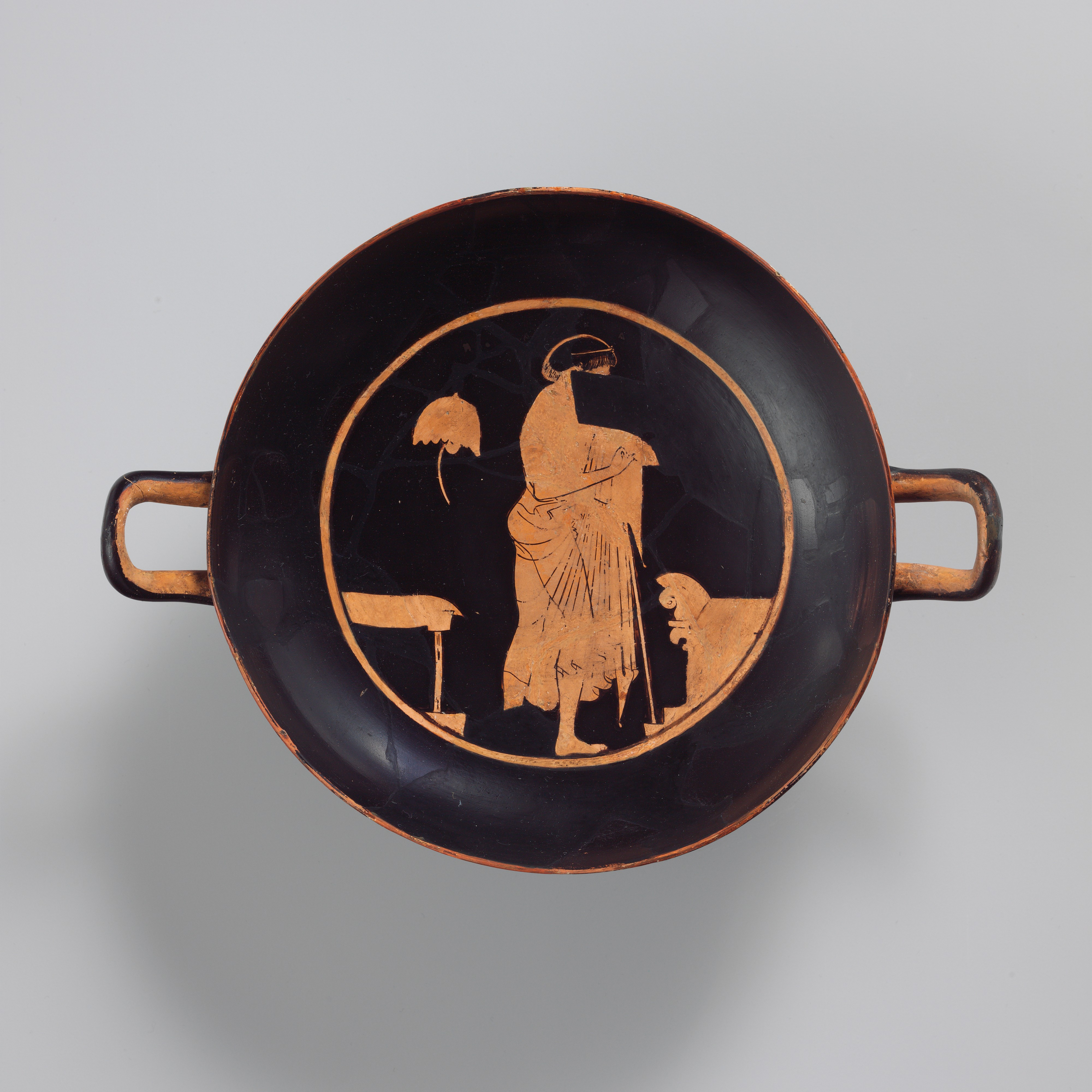
Un joven atleta haciendo un sacrificio. Museo Metropolitano de Arte.

Apolodoro (griego Ἀπολλόδωρος) fue un pintor griego de vasos activo en Atenas hacia finales del siglo VI o principios del V a. C.

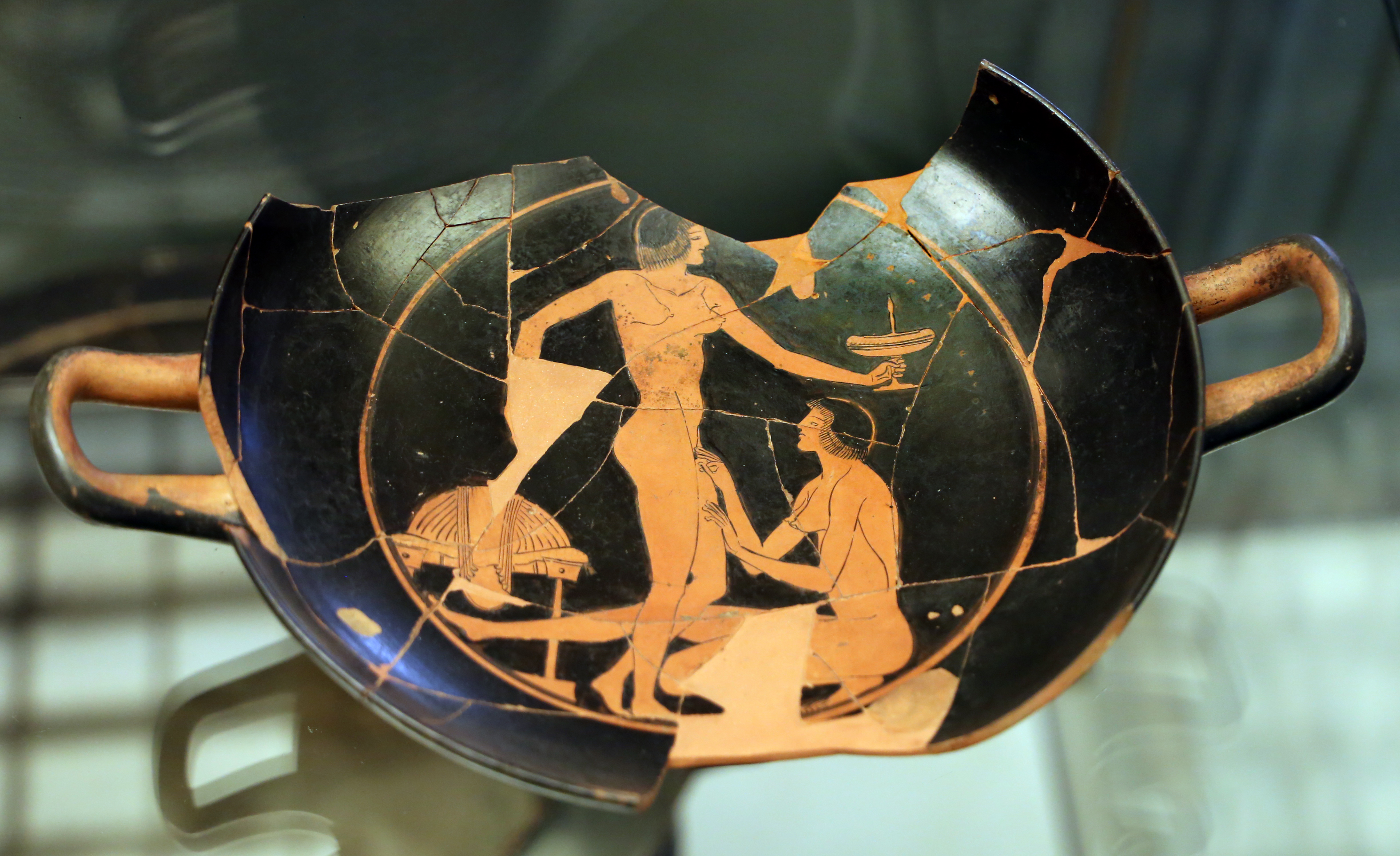
Dos mujeres desnudas (escena de aseo, posiblemente depilación); Museo Arqueológico Nacional de Tarquinia.

## Características
Apolodoro fue uno de los pintores relativamente tempranos de kílices de figuras rojas. Según la datación, su periodo de creación se sitúa en torno a la última década del siglo VI a. C. o a las dos primeras décadas del siglo V a. C. Se han conservado su firma en dos kílices fragmentarios. Sus figuras tienen rasgos muy característicos. En particular, los rostros son bastante llamativos, como los ojos pequeños y profundos y las largas líneas de la nariz. Además, algunas de sus figuras masculinas tienen barbas prominentes. Los contornos están realizados con fluidez, casi con delicadeza, y las figuras y su movimiento se adaptan a la forma de los recipientes pintados.
Dyfri Williams considera una identificación de Apolodoro con el Pintor de Epidromo, el Pintor de Elpinico y el Pintor de Cleomelo, cuyas obras hay que situarlas un poco antes, pero que muestran características similares en sus figuras. John Boardman también considera esta identificación al menos posible. Asimismo, los conservadores del Museo J. Paul Getty defienden la identidad de las cuatro personalidades de la pintura basándose en un kílix de su colección que lleva la firma artística de Apolodoro, pero al mismo tiempo también la inscripción kalós de Cleomelo. Aunque esta identificación no fuera correcta, queda un gran parecido con las obras de los tres pintores de vasos; si fuera correcta, se trata probablemente de la obra temprana de Apolodoro.  